# Petroscirtes pylei
Petroscirtes pylei és una espècie de peix de la família dels blènnids i de l'ordre dels perciformes.

## Morfologia
- Els mascles poden assolir 4,1 cm de longitud total.[4]

## Reproducció
És ovípar.

## Hàbitat
És un peix marí d'aigües profundes que viu entre 104-110 m de fondària.

## Distribució geogràfica
Es troba a Fiji.